# Benedetto da Marone
Benedetto da Marone (Brescia, 1525 circa – Brescia, dopo il 1579) è stato un pittore italiano di epoca rinascimentale, attivo prevalentemente a Brescia e nel nord Italia.

## Biografia

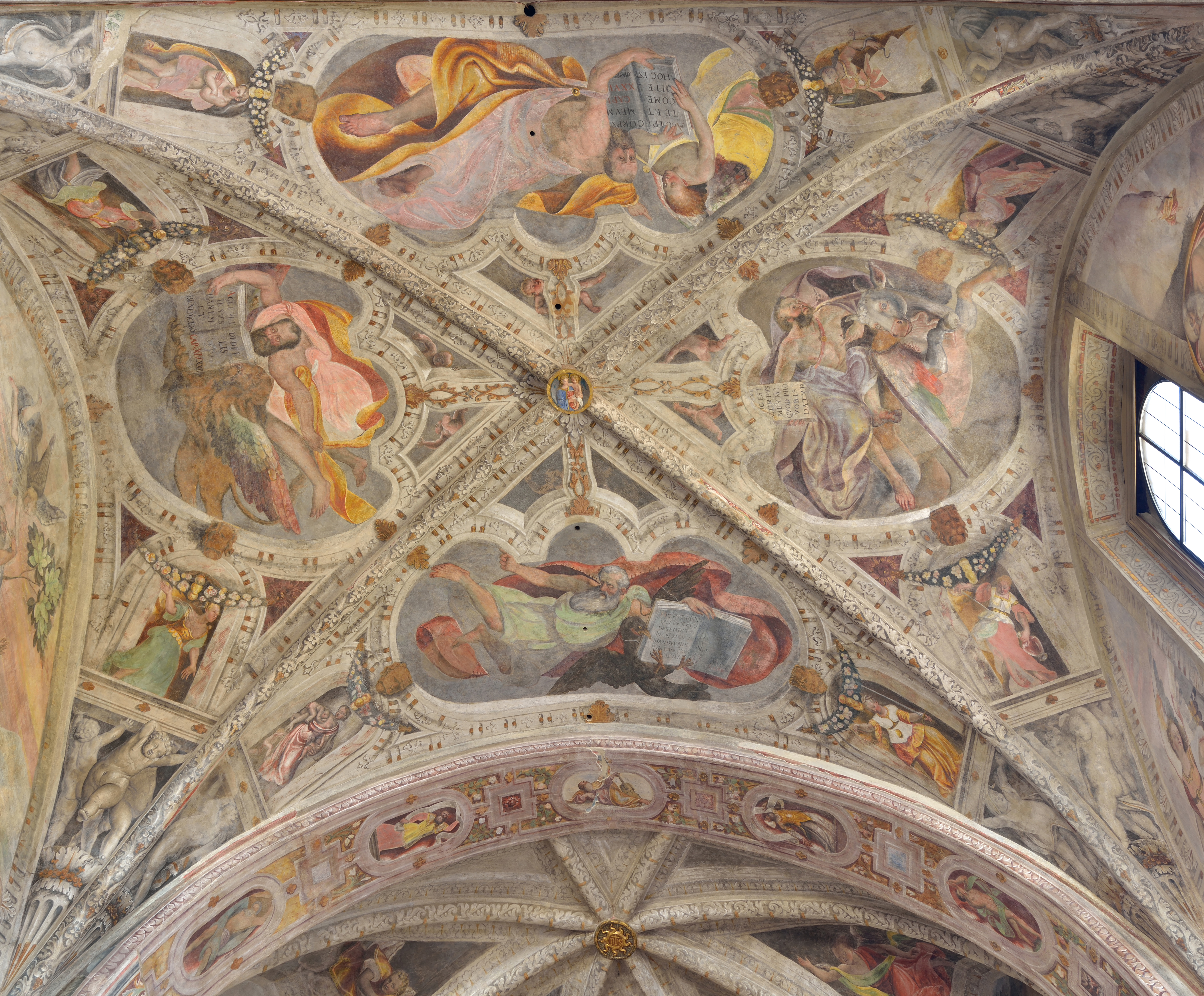
Affresco raffigurante i Quattro Evangelisti di Benedetto da Marone della volta del presbiterio nella Chiesa del Santissimo Corpo di Cristo a Brescia

Zio del più famoso Pietro da Marone, nasce come Paolo e, entrato a far parte della comunità dei Gesuati nel 1550, muta il suo nome in Benedetto. Noto per le sue capacità in campo pittorico, opera in diverse città del nord Italia a servizio dei Gesuati: tra il 1550 e il 1579 lo si trova a Milano, Bologna, Verona, Ferrara e soprattutto Brescia, la sua terra natale. Proprio qui, difatti, mette in pratica la sua forse maggiore opera, affrescando completamente, con un esteso ciclo iconografico, l'interno della Chiesa del Santissimo Corpo di Cristo, giunto fino a noi quasi completamente intatto.
Dopo un'iniziale influenza da parte del Romanino, Benedetto da Marone accoglie più frequentemente lo stile dei fratelli Campi di Cremona, fra cui Bernardino Campi, ottenendo opere di notevole suggestione, spesso al limite fra Rinascimento e Manierismo. Il suo lavoro trova spesso le basi nell'imitazione di altri autori, come accade nella chiesa bresciana, dove si rifà notevolmente agli affreschi di Michelangelo nella Cappella Sistina, ma si dimostra in grado di staccarsi da questi schemi per esprimere elementi personali affascinanti.